# پیر گیشو
پیر گیشو (فرانسوی: Pierre Guichot‎؛ زادهٔ ۱۶ فوریهٔ ۱۹۶۳) شمشیرباز اهل فرانسه است.
وی در مسابقات کشوری و بین‌المللی در مجموع برندهٔ ۱ مدال نقره، ۱ مدال برنز شده‌است.